# Anthracoceros marchei
El cálao de Palawan (Anthracoceros marchei) es una especie de ave bucerotiforme de la familia Bucerotidae. No se reconocen subespecies.

## Distribución geográfica
Es endémica de Filipinas: habita la isla de Palawan y algunas islas menores cercanas.

## Estado de conservación
Se encuentra amenazada por la pérdida de su hábitat natural.